# Ab Tresling
Albert „Ab“ Willem Tresling (* 4. Mai 1909 in Den Haag; † 29. Oktober 1980 in Breda) war ein niederländischer Hockeyspieler, der bei den Olympischen Spielen 1928 die Silbermedaille erhielt.

## Karriere
Ab Tresling war ein Verteidiger, der für den HOC in Den Haag spielte. Tresling debütierte 1927 in der niederländischen Nationalmannschaft, für die er insgesamt 47 Länderspiele bestritt.
Beim olympischen Turnier 1928 war Tresling Außenverteidiger der niederländischen Mannschaft. Die indische Mannschaft gewann die eine Vorrundengruppe vor den Belgiern, in der anderen Vorrundengruppe platzierten sich die Niederländer vor der deutschen Mannschaft. Im Finale trafen die beiden Gruppenersten aufeinander, und die indische Mannschaft gewann mit 3:0. Tresling wirkte in allen vier Spielen mit und erzielte ein Tor. Tresling blieb in den nächsten Jahren Stammspieler der Nationalmannschaft. Im April 1935 erzielte er beide Treffer beim 2:1-Sieg gegen Deutschland. Im Mai 1936 absolvierte Tresling sein letztes Länderspiel, bei den Olympischen Spielen in Berlin gehörte er nicht mehr zum Kader.